# 訃報 2003年1月
訃報 2003年1月（ふほう 2003ねん1がつ）では、2003年（平成15年）1月中に物故した、又は物故が報じられた人物についてまとめる。

## （1日 - 15日）

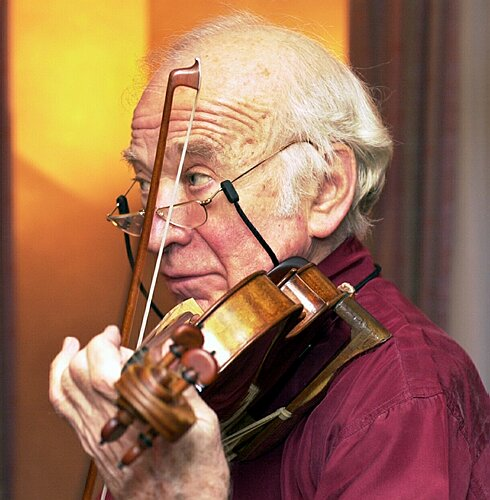
イフラ・ニーマン／1月4日没

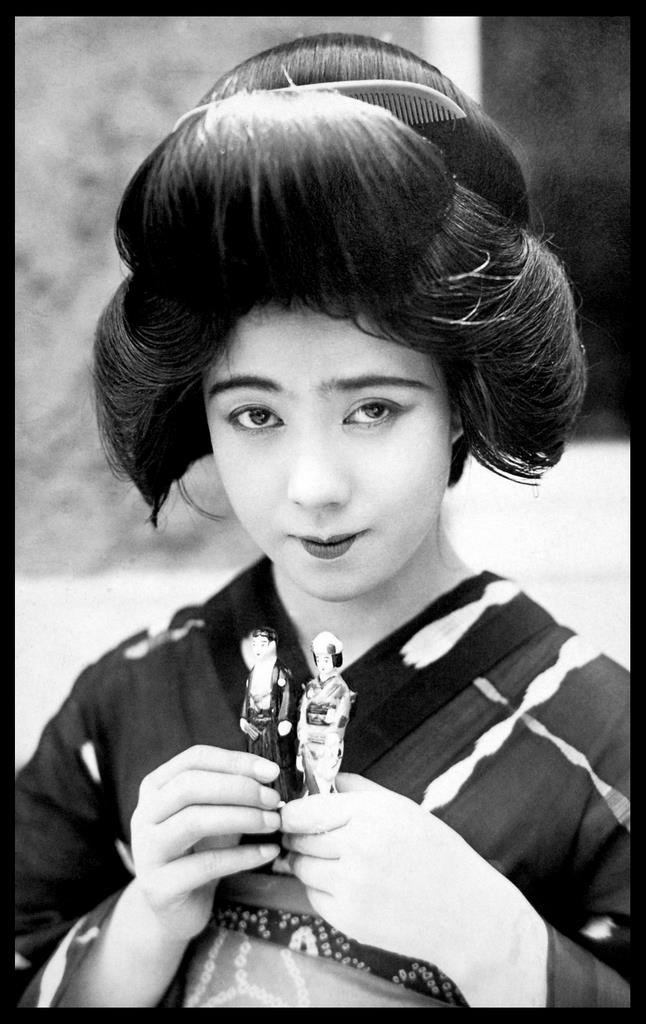
澤蘭子／1月11日没

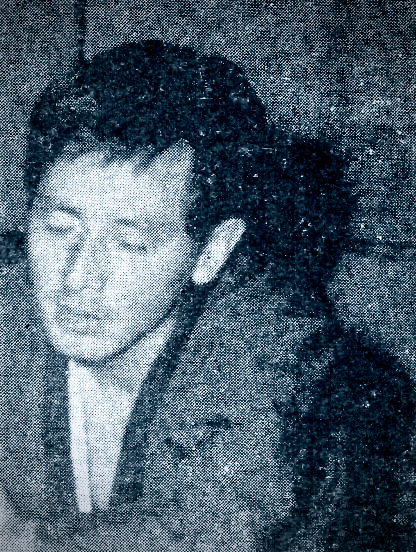
深作欣二／1月12日没

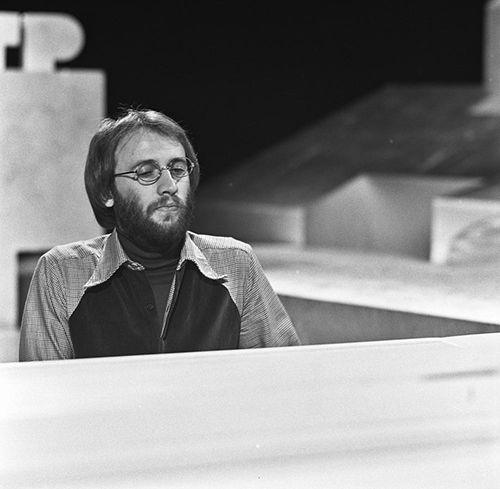
モーリス・ギブ／1月12日没

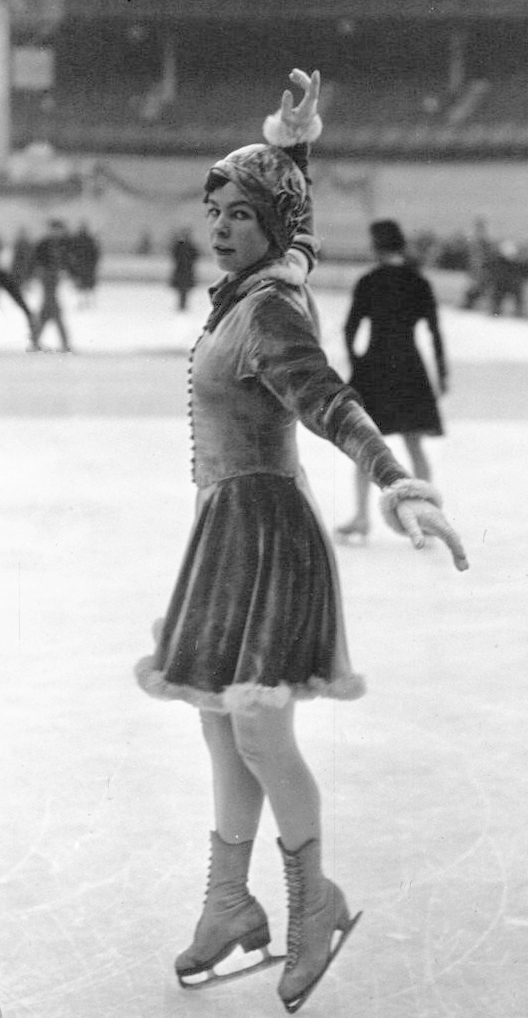
ビビ＝アンネ・フルテン／1月15日没

- 1月4日 - イフラ・ニーマン[1]、ヴァイオリニスト（* 1923年）
- 1月4日 - 新田敞、新潮社顧問（* 1927年）
- 1月6日 - 村上兵衛、陸軍軍人、評論家（* 1923年）
- 1月9日 - 森下直人、元ドリームステージエンターテインメント社長（* 1960年）
- 1月10日 - 浅田敏、地震学者（* 1919年）
- 1月11日 - 澤蘭子、女優（* 1903年）
- 1月11日 - 佐古正人、俳優・声優（* 1946年）
- 1月12日 - 深作欣二、映画監督（* 1930年）
- 1月12日 - モーリス・ギブ、ミュージシャン・ビージーズメンバー（* 1949年）
- 1月13日 - 堀田正久、作家（* 1915年）
- 1月15日 - ビビ＝アンネ・フルテン、フィギュアスケート選手（* 1911年）

## （16日 - 31日）

秋山庄太郎／1月16日没

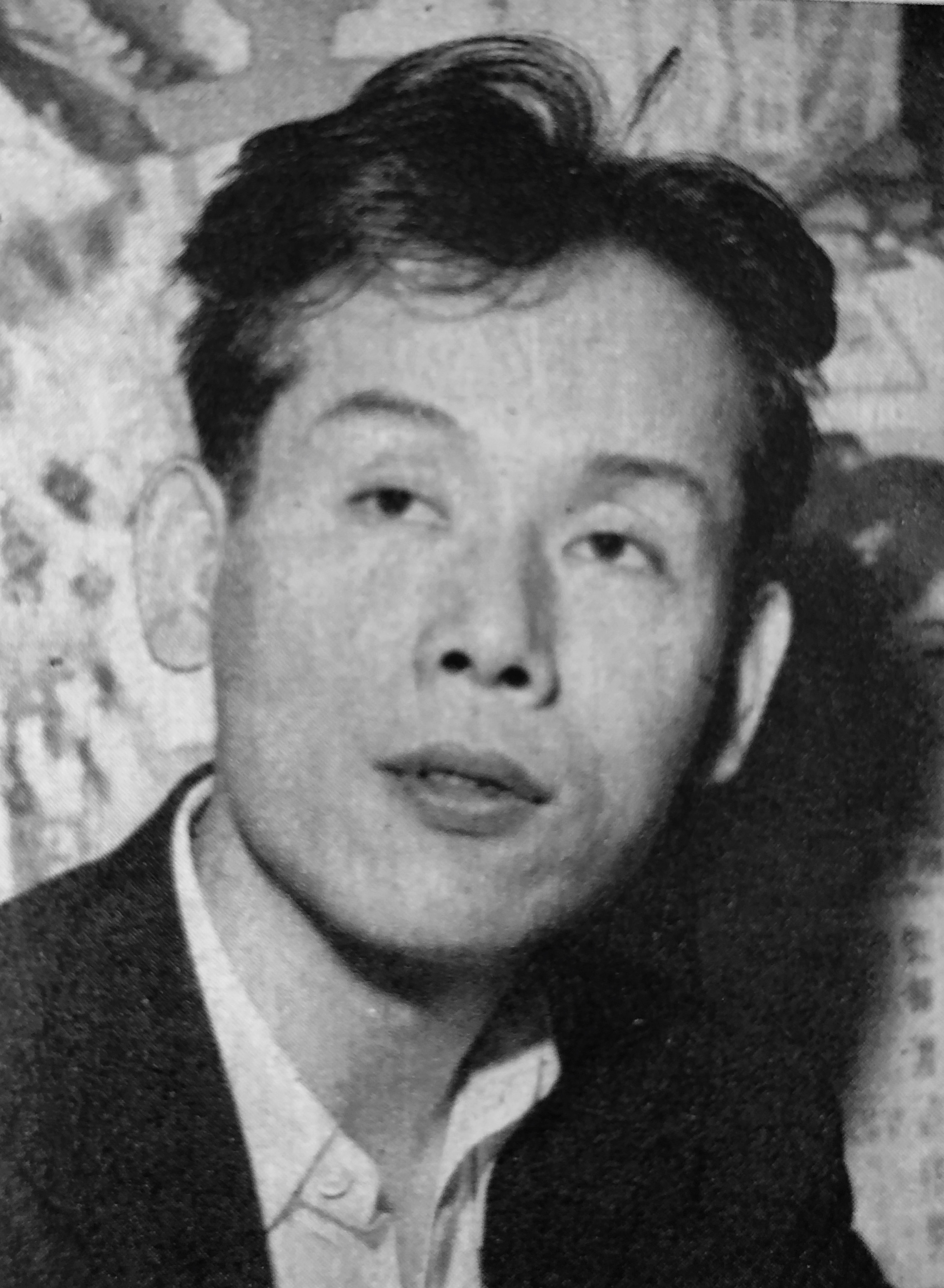
松田定次／1月20日没

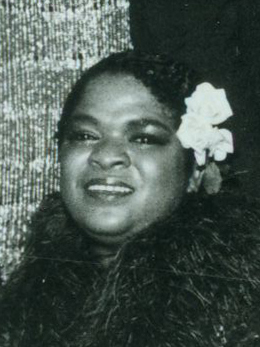
ネル・カーター／1月23日没

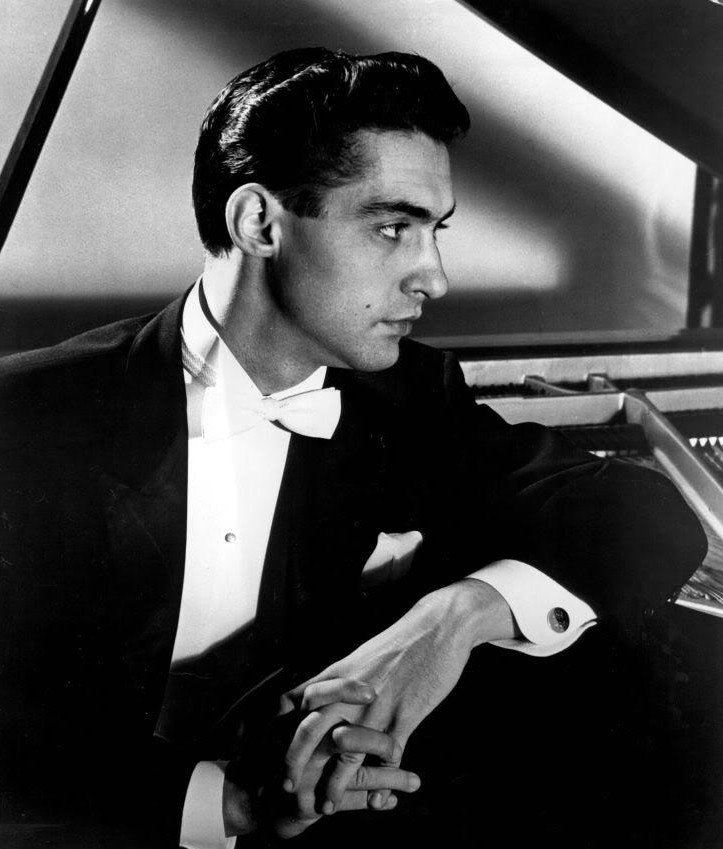
ジョン・ブラウニング／1月26日没

- 1月16日 - 秋山庄太郎、写真家（* 1920年）
- 1月16日 - 榎本滋民、劇作家・演出家（* 1930年）
- 1月16日 - 大神武俊、元プロ野球選手（* 1932年）
- 1月19日 - 北出清五郎、アナウンサー（* 1922年）
- 1月19日 - 田中明夫、俳優（* 1926年）
- 1月20日 - 松田定次、映画監督（* 1906年）
- 1月20日 - 安原顯、編集者（* 1939年）
- 1月22日 - 野々村潔、俳優、映画プロデューサー（* 1914年）
- 1月22日 - 荒川哲生、演出家（* 1931年）
- 1月23日 - 池田文雄、元日本テレビ放送網チーフプロデューサー・『スター誕生!』の生みの親（* 1933年）
- 1月23日 - ネル・カーター、歌手・女優（* 1948年）
- 1月24日 - 高橋俊昌、漫画編集者、『週刊少年ジャンプ』第7代編集長（* 1958年）
- 1月26日 - 真藤恒、実業家（* 1910年）
- 1月26日 - ジョン・ブラウニング、ピアニスト（* 1933年）
- 1月29日 - ナタリア・ドゥディンスカヤ、バレリーナ（* 1912年）
- 1月31日 - 坂本元雄、実業家（* 1908年）